# Grard Sientje
Grard Sientje (Helenaveen, 29 maart 1893 - Deurne, 8 december 1978) was een bekend Nederlands dorpsfiguur.

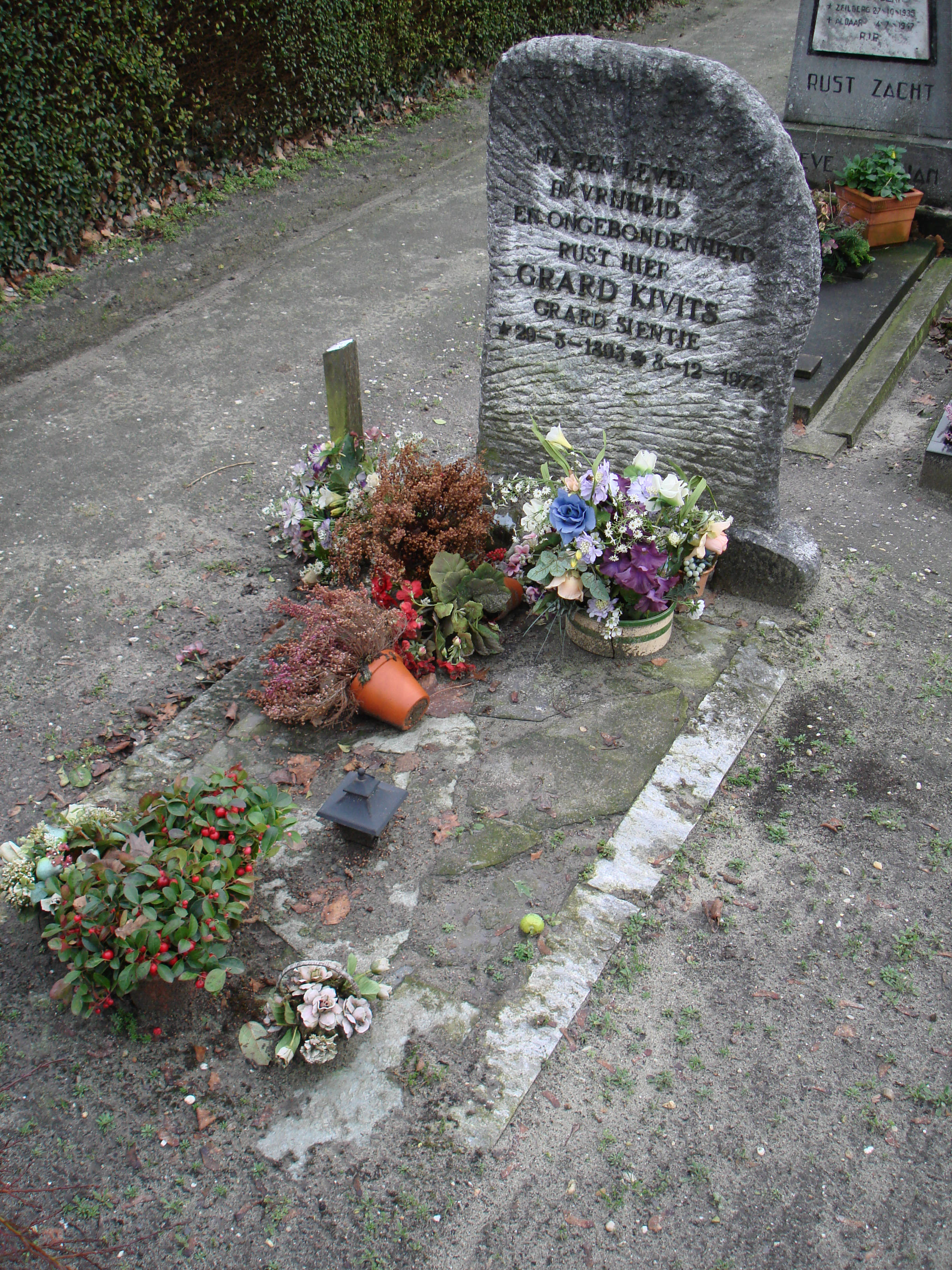
Graf van Grard Sientje in de Zeilberg (gem. Deurne)

Hij werd na zijn geboorte ingeschreven als Gerardus Johannes Kivits in de gemeente Deurne en Liessel als zoon van de veenarbeider Franciscus (Frans) Kivits en Cornelia Francisca (Sientje) van Dongen. Zijn bijnaam Grard Sientje had hij te danken aan de voornaam van zijn moeder, met wie hij tot haar dood in 1949 samenwoonde. Op het eind van Grards leven woonde hij naast de plek waar de familie vroeger in plaggenhutten woonde, niet ver van het dorp Zeilberg in de gemeente Deurne. Kivits kreeg nationale bekendheid als "kluizenaar" na een televisie-uitzending in 1976 in het programma Van Gewest tot Gewest. Hij was vooral bekend door zijn vrij ruige manier van leven, het grote aantal honden dat hij bezat (35 bij zijn overlijden) en zijn verschijning op motorfietsen, waarvan hij er nog 12 had bij zijn overlijden in 1978. Hij weigerde bij het berijden daarvan, categorisch een helm te dragen.
Kivits overleed op 85-jarige leeftijd te Deurne. Spoedig erna werd zijn woning door de gemeente gesloopt. Grard Sientje werd bezongen door de volksmuziekgroep Moek in het liedje Sientje.